# 1903

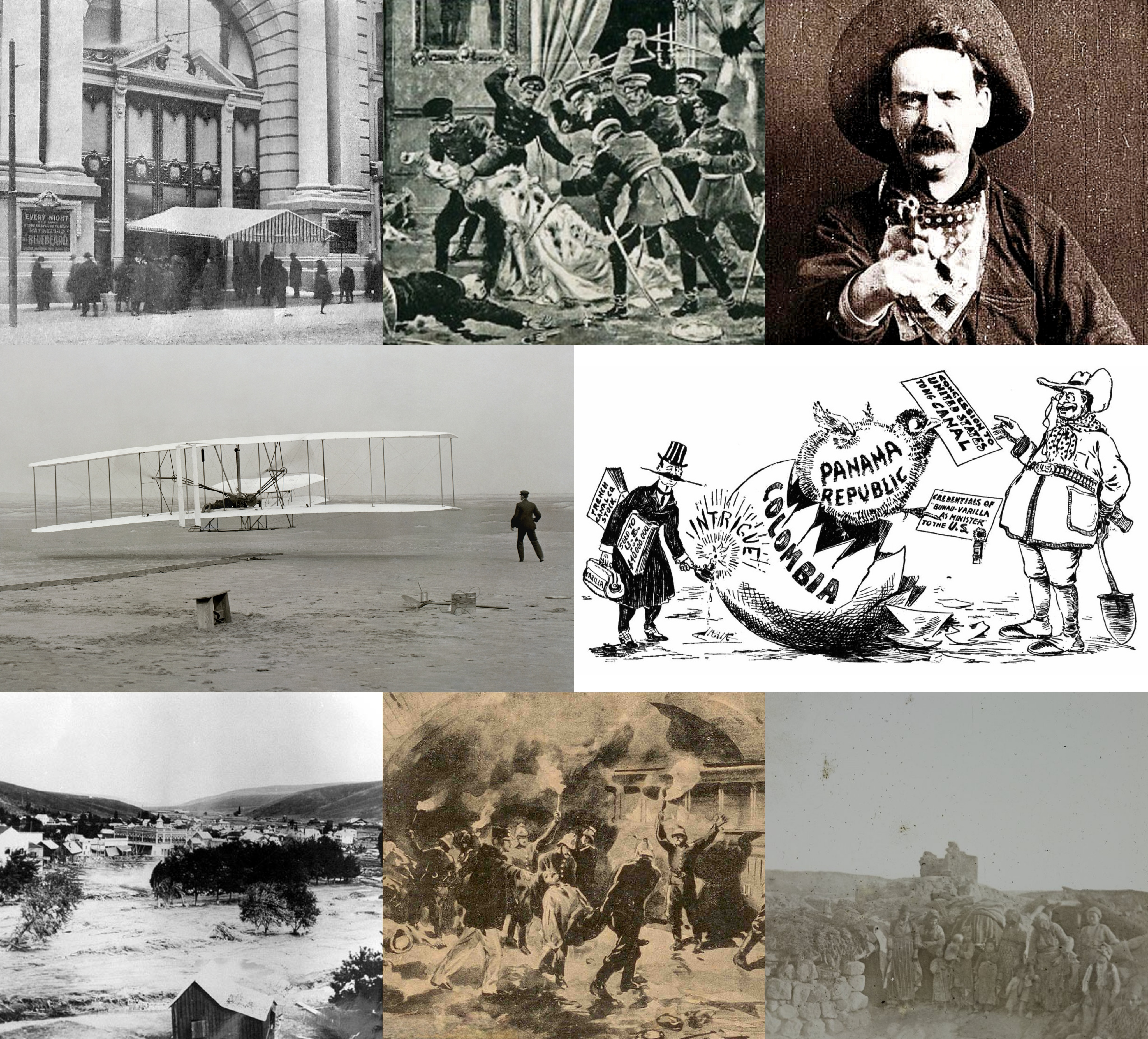
Một số sự kiện quan trọng vào năm 1903 theo chiều kim đồng hồ: Vụ hỏa hoạn nhà hát Iroquois, Cuộc đảo chính tháng Năm ở Serbia, The Great Train Robbery...

1903 (MCMIII) là một năm thường bắt đầu vào Thứ năm của lịch Gregory và là một năm thường bắt đầu vào Thứ Tư của lịch Julius, năm thứ 1903 của Công nguyên hay của Anno Domini, the năm thứ 903  của thiên niên kỷ 2, năm thứ 3  của thế kỷ 20, và năm thứ  4   của thập niên 1900. Tính đến đầu năm 1903, lịch Gregory bị lùi sau 13 ngày trước lịch Julius, và vẫn sử dụng ở một số địa phương đến năm 1923. 

## Sự kiện
- 1–19 tháng 7 – Tour de France lần đầu tiên được tổ chức.
- 4 tháng 8 – Pius X trở thành Giáo hoàng thứ 257.
- 17 tháng 12 – Anh em nhà Wright sáng tác ra Wright Flyer

## Sinh
- 18 tháng 2 – Vasilij Ivanavič Kazloŭ, Anh hùng Liên Xô người Belarus (m. 1967).[1]
- 25 tháng 4 – Andrey Nikolaevich Kolmogorov, nhà toán học Liên Xô (m. 1987).
- 9 tháng 6 – Gilbert Percy Whitley, nhà ngư học kiêm côn trùng học và nhuyễn thể học người Anh (m. 1975).
- 10 tháng 9 – Ivan Frolavič Klimaŭ, chính khách Liên Xô người Belarus (m. 1991).[2]
- 28 tháng 12 – John von Neumann, nhà toán học người Hungary (m. 1957).

## Mất
- 1 tháng 2 – George Gabriel Stokes, nhà toán học và vật lý Ireland (s. 1819)
- 13 tháng 11 – Camille Pissarro, họa sĩ Pháp (s. 1830).
- Không rõ: Phùng Tử Tài, tướng nhà Thanh (s. 1818).

## Giải Nobel
- Vật lý – Henri Becquerel, Pierre Curie, Marie Curie
- Hóa học – Svante Arrhenius
- Y học – Niels Ryberg Finsen
- Văn học – Bjørnstjerne Bjørnson
- Hòa bình – William Randal Cremer